# فولفجانج هاريش
فولفغانغ هاريش (بالألمانية: Wolfgang Harich)‏ (3 ديسمبر 1923 - 15 مارس 1995) فيلسوف وصحفي في ألمانيا الشرقية .
أصبح هارب من الجيش الألماني في الحرب العالمية الثانية وعضوًا في حزب الوحدة الاشتراكية بألمانيا، وأصبح أستاذاً للفلسفة في جامعة هومبولدت في عام 1949. قُبض عليه في عام 1956 وحُكم عليه بالسجن لمدة عشر سنوات بتهمة «إنشاء جماعة معادية للثورة التآمرية».  تم إطلاق سراحه في عام 1964 ، بعد ثماني سنوات، وأعيد تأهيله في عام 1990. في عام 1994 انضم إلى حزب الاشتراكية الديمقراطية .
تم الحفاظ على قبره فيدير القدس البروتستانتية فريدهوف الثالث - أوند نيون كيرشنجمايندي (المقبرة رقم 3 من تجمعات كنيسة القدس والكنيسة الجديدة ) في برلين-كرويتسبيرغ، جنوب Hallesches Tor (مترو برلين) .

## حياة
ولد فولفجانج هاريش في كونيجسبيرج ، شرق بروسيا ، في 9 ديسمبر 1923 ، في عائلة متعلمة من الطبقة الأدبية.  كان والده كاتبًا والتر هاريتش وكانت والدته آن ليز وينيكين، ابنة ألكسندر وينيكين، رئيس تحرير Königsberger Allgemeine Zeitung .
أصبح هاريش معروفًا كواحد من أقوى الأصوات في مناقشات ما بعد الحرب في سن مبكرة جدًا في ألمانيا. كان يؤمن بشدة بتوحيد ألمانيا التي مزقتها الحرب. درس الفلسفة في جامعة هومبولت في برلين ، وبعد التخرج، أصبح أستاذًا للفلسفة ودرّس في نفس الجامعة. أدى صوته القوي في النهاية إلى الحكم عليه بالسجن لمدة عشر سنوات بتهمة التآمر. على الرغم من أنه قضى ثماني سنوات فقط، فقد بقي هاريش في الحبس الانفرادي لأكثر من سبع من تلك السنوات الثماني، مما أثر سلبًا على صحته العقلية، مما أدى إلى اكتئابه الشديد وأصابه بالدوخة. هاجر إلى النمسا في عام 1979 ، وانتقل إلى ألمانيا الغربية في عام 1980 ، وعاد إلى Besseres Deutschland أو "Better Germany" في عام 1981. على الرغم من أنه أصيب بنوبة قلبية في يوليو 1960 ، إلا أنه كافح وتعافى، واستمر حتى 15 مارس 1995 ، عندما توفي عن عمر يناهز 71 عامًا.

## التعليم
درس هاريش الفلسفة في جامعة هومبولت في برلين الشرقية مع نيكولاي هارتمان و إدوارد سبرانجر، وتخرج في عام 1951. بدأ بإلقاء محاضرات في عام 1949 عن الفلسفة الماركسية، وفي عام 1952 أصبح أستاذًا للفلسفة بالجامعة. قبل دراسته النهائية في هومبولت، دخل كامير دير كونست شافيندين ، قسم الفنانين المبدعين، في يونيو 1945 كمساعد شخصي لبول فيجنر.  أعطته هذه التجربة القدرة على أن يصبح أحد أفضل نقاد المسرح في برلين.

## المنشورات
- Rudolf Haym und sein Herderbuch. Beiträge zur kritischen Aneignung des Literaturwissenschaftlichen Erbes . برلين: Aufbau-Verlag ، 1955
- Jean Pauls Kritik des Philosophischen Egoismus. Belegt durch Texte und Briefstellen Jean Pauls im Anhang . فرانكفورت: Suhrkamp Verlag ، 1968
- Zur Kritik der Revolutionären Ungeduld. Eine Abrechnung mit dem alten und dem neuen Anarchismus . بازل: Edition Etcetera ، 1971
- Jean Pauls Revolutionsdichtung. Versuch einer neuen Deutung seiner heroischen Romane . برلين: Akademie-Verlag ، 1974
- Kommunismus ohne Wachstum؟ Babeuf und der »نادي روما«. مقابلات Sechs مع Freimut Duve und Briefe an ihn. Reinbek bei Hamburg: Rowohlt ، 1975
- Keine Schwierigkeiten mit der Wahrheit. معارضة زور الوطنية الشيوعية 1956 في دير DDR . برلين: Dietz Verlag ، 1993
- Nietzsche und seine Brüder . شويدت: كيرو، 1994
- Ahnenpass. Versuch einer Autobiographie . برلين: Schwarzkopf & Schwarzkopf ، 1999
- نيكولاي هارتمان. Leben ، Werk ، Wirkung . فورتسبورغ: Königshausen und Neumann ، 2000
- نيكولاي هارتمان - Größe und Grenzen. Versuch einer marxistischen Selbstverständigung . فورتسبورغ: Königshausen und Neumann ، 2004

## الحواشي
1. 1 2  Brockhaus Enzyklopädie | Wolfgang Harich (بالألمانية), OL:19088695W, QID:Q237227
2. ↑   http://www.adk.de/de/akademie/preise-stiftungen/H_Mann_Preis.htm. اطلع عليه بتاريخ 2015-09-12. {{استشهاد ويب}}: |url= بحاجة لعنوان (مساعدة) والوسيط |title= غير موجود أو فارغ (من ويكي بيانات) (مساعدة)
3. ↑  "Harich, Wolfgang: Philosoph, Publizist". Bundesstiftung zur Aufarbeitung der SED-Diktatur: Biographische Datenbanken. مؤرشف من الأصل في 2020-04-12. اطلع عليه بتاريخ 2014-10-19.
4. ↑  "Wolfgang Harich Papers". المعهد الدولي للتاريخ الاجتماعي [الإنجليزية]. 25 يونيو 2009.
5. ↑  "Repainting the Little Red Schoolhouse: A History of Eastern German Education, 1945–1995 (9780195112443): John Rodden: Books". مؤرشف من الأصل في 2020-04-13. اطلع عليه بتاريخ 2010-04-16.

## روابط خارجية
- فولفجانج هاريش على موقع مونزينجر (الألمانية)
- فولفجانج هاريش في فهرس مكتبة ألمانيا الوطنية
- أوراق فولفجانج هاريش / مجموعة صوتية في المعهد الدولي للتاريخ الاجتماعي